# TiOteD
tiOteD é o nome artístico de Bernardo F. J. Monteiro, (Belo Horizonte, 16 de Fevereiro de 1986), é um compositor e cantor brasileiro.

## História
Criado na zona norte de Belo Horizonte, teve contato com a música desde pequeno, através de seu pai e influenciado pela MPB, Samba, se tornou autodidata na prática de vários instrumentos de percussão, além de cavaquinho, violão e guitarra. Maior parte de sua carreira trabalhou em parceria com o cantor MC Papo.
Apaixonado pelo Basquete, tiOteD conheceu o Rap (trilha sonora do esporte) nas ruas e quadras de Belo Horizonte.[carece de fontes?] Com o produtor ShaggyProductions. tiOteD ficou conhecido pela sua canção, "Crank Dat tiOteD" a qual o rapper C4bal fez uma Remix, Inspirado no estilo de rua do Sul dos Estados Unidos e com rimas em português, a música tornou-se Muito conhecida na Internet.
Após o acontecimento, tiOteD investiu em sua carreira como cantor de rap, utilizando da liberdade de expressão. Sua música aborda diferentes temas como família, amor próprio e conquistas, igualdade e fim do preconceito musical. Ainda em 2008, juntamente com o grupo de amigos, tiOteD criou a "Zero3um", inicialmente projetada com intenção de ser Um Selo Independente.

## Discografia

### Álbuns
- Eu Amo Falador (2008)
- Vem, que Agora é Nós (2009)
- Tudo Nósso (2009)[10]
- De um Jeito ou de Outro, eu Chego Lá (2010)[11]
- Quer Bem feito? Faça Você Mesmo! (2011)[12]

### Singles
- Crank Dat tiOteD[6]
- Crank Dat tiOteD [REMIX] (part. C4bal)[6]
- De Rolé Com Nós[6]
- Meu Ponto de Vista[6]
- Tô No Sofá[6]
- Namora Comigo[6]
- Ela Sobe, Ela Desce[6]
- Eles Falam (part. MC Papo)[13]